# Église Saint-Michel de Nkembo
L'église Saint-Michel de Nkembo est une église catholique située à proximité de la gare routière à Libreville, au Gabon.

## Présentation

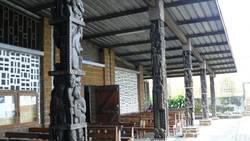
Vue extérieure.

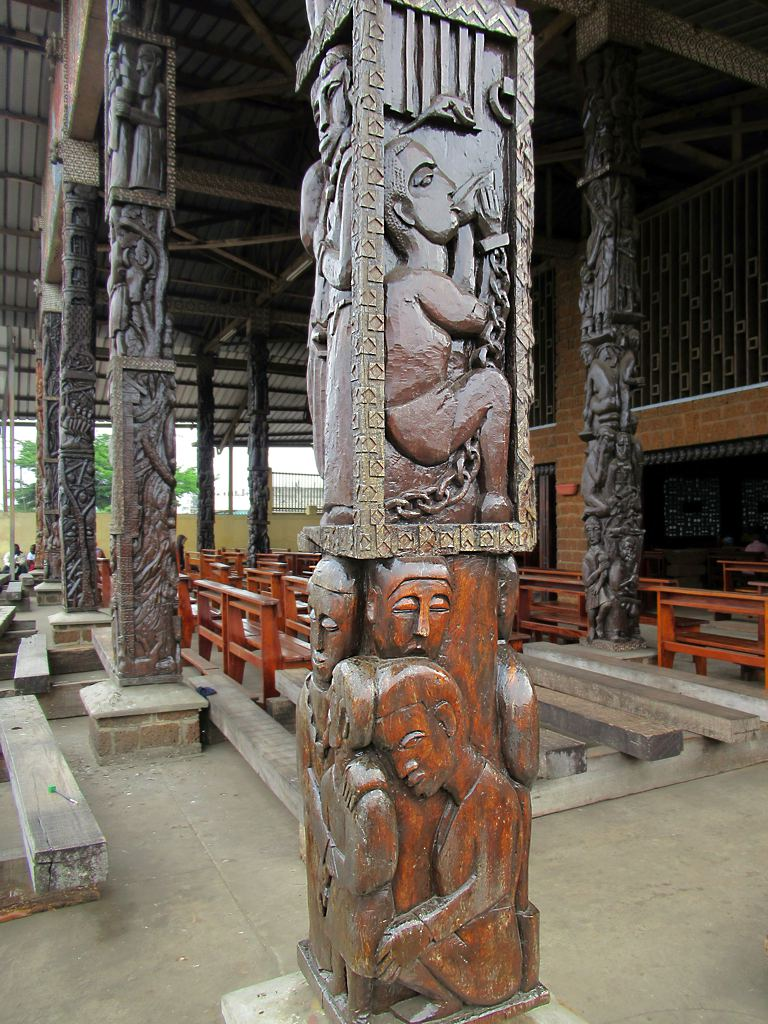
Vue intérieure.

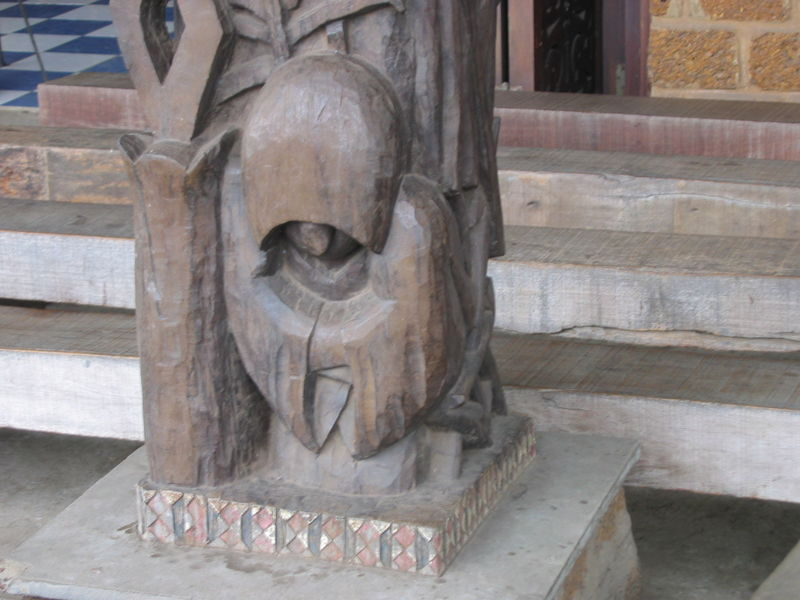
Sculpture.

L’église Saint-Michel est située dans le quartier Nkembo du deuxième arrondissement de la commune de Libreville. L’église Saint-Michel, érigée en paroisse de plein exercice le 6 janvier 1964, a été fondée par la Congrégation du Saint-Esprit, congrégation cléricale missionnaire de l’Église Catholique, qui occupe cet espace depuis 1934.
La première pierre a été posée en 1949 et l'église a été consacrée le 2 octobre 1964.
Selon les témoignages recueillis par le quotidien national l’union, le terrain sur lequel l'édifice a été bâti était, dit-on, « un site à problèmes » dont les riverains affirmaient qu’il était « hanté ».
C’est pourquoi que le Révérend Père Henri Clément, vicaire à la paroisse Saint-Pierre de Libreville, fera de ce terrain une aire pour la pratique du sport pour les élèves de l’École des frères de Saint-Gabriel et ceux de l’École de Mont-Fort.
L’Église catholique du Gabon finira par se l'approprier motivée par les discours persistants de la présence de « mauvais esprits » en ces lieux.
Le Père Auguste Gervain conduira la construction de la chapelle, une manière sereine de chasser les démons.
C’est de cette idée de la victoire sur les démons que viendra la réalisation de la magnifique fresque qui orne l’entrée principale de l’église.
En 1961, à la suite du Père Gilles Silard, le Père Gérard Morel, entreprit de réaliser des travaux d’agrandissement afin de permettre à un grand nombre de fidèles d’assister à la messe dans des conditions acceptables.
Lors de ces travaux d’agrandissement, il engagera également la réalisation des ornements, dont 35 colonnes en bois de Kévazingo (Guibourtia Tessmanii) ) illustrant des scènes de l’Ancien Testament et des scènes du Nouveau Testament ainsi qu’une magnifique fresque sur le fronton représentant la victoire du Christ sur les démons.
La majeure partie des décorations murales sont une œuvre de l’artiste plasticien gabonais, Zéphyrin Lendogno.
L’autel principal, le Christ en croix, les pupitres, les statues de la Vierge Marie et de Saint-Michel sont réalisées par le sculpteur équato-guinéen Juan Ndong.
En 1994, au regard de la croissance de la population, la curie de l’époque entamera la construction d’un amphithéâtre derrière l’autel. L'amphithéâtre a été livré en 2001.
Cette nouvelle extension a renforcé les capacités d’accueil de l'église.
Dans la nef centrale, l'église Saint-Michel dispose de 1000 places assises et 2000 en extérieur, soit un total de 3000 places assises.
La messe du dimanche matin est très animée, avec des chants en mpongwè.